# GNB1L
La proteína tipo beta 1 de la subunidad de la proteína de unión a nucleótidos de guanina es una proteína que en los seres humanos está codificada por el gen GNB1L .
Este gen codifica un polipéptido similar a una subunidad beta de proteína G que es miembro de la familia de proteínas de repetición WD. Las repeticiones de WD son regiones mínimamente conservadas de aproximadamente 40 aminoácidos delimitadas típicamente por gly-his y trp-asp (GH-WD), que pueden facilitar la formación de complejos heterotriméricos o multiproteicos. Los miembros de esta familia están involucrados en una variedad de procesos celulares, incluida la progresión del ciclo celular, la transducción de señales, la apoptosis y la regulación de genes. Esta proteína contiene 6 repeticiones de WD y se expresa en gran medida en el corazón. El gen se asigna a la región en el cromosoma 22q11, que está delecionado en el síndrome de DiGeorge, trisómico en el síndrome del derivado 22 y tetrasómico en el síndrome del ojo de gato. Por tanto, este gen puede contribuir a la etiología de esos trastornos. Las transcripciones de este gen comparten exones con algunas transcripciones del gen C22orf29.